# Le Repentir d'une mère
 (juillet 2025).
Pour plus de détails, voir Fiche technique et Distribution.
Le Repentir d'une mère (Il lettino vuoto) est un film italien réalisé par Enrico Guazzoni, sorti en 1913.

## Fiche technique
- Titre : Le Repentir d'une mère
- Titre original : Il lettino vuoto
- Réalisation : Enrico Guazzoni
- Scénario : Enrico Guazzoni
- Pays d'origine : Royaume d'Italie
- Format : Noir et blanc - 1,33:1 - Film muet
- Date de sortie : 1913

## Distribution
- Ida Carloni Talli
- Pina Menichelli
- Nicola Pescatori
- Giuseppe Piemontesi
- Gianna Terribili-Gonzales